# Sorste
Sorste Focșani este o companie producătoare de confecții din Focșani, deținută de fostul senator și ministru Sorina Plăcintă.
Face parte din grupul Sorste, care mai include firmele de textile Lesorste și Confecția Râmnicu Sărat, și firma Milcofil, care deține hotelul-restaurant Fashion Center din Focșani, catalogat la trei stele.
Grupul Sorste a fost înființat în 1994, și are capital mixt româno-suedez.
Număr de angajați:
- 2010: 153 [1]
- 2009: 51 [1]
- 2008: 214 [1]
- 2007: 1.088 [1]
- 2006: 1.028 [1]

Cifra de afaceri:
- 2010: 1,8 milioane euro [1]
- 2009: 2,1 milioane euro [1]
- 2008: 8,6 milioane euro [3]
- 2007: 22,5 milioane euro [3]
- 2006: 15,3 milioane euro [1]